# Guangdong Yunshan Automobile
Guangdong Yunshan Automobile ist ein Hersteller von Kraftfahrzeugen aus der Volksrepublik China.

## Unternehmensgeschichte
Das Unternehmen aus Shenzhen ging aus People’s Liberation Army Factory No. 7431 hervor. Es stellt Omnibusse her. Ende der 1990er Jahre wurden auch Personenkraftwagen hergestellt. Der Markenname lautete Baiyun. Laut Unternehmensangaben entstanden bereits 1982 Pkw. Das Unternehmen gehört zur Kemei Industry Group.

## Personenkraftwagen
Das einzige Modell Ende der 1990er Jahre war der BY 5010, den es in den Ausführungen XLD, XXY und XXH gab. Anscheinend basierte es auf dem Daihatsu Charade der ersten Generation mit Schrägheck. Zur Wahl standen allerdings nur eine viertürige Limousine mit Stufenheck sowie ein Kastenwagen. Das Fahrzeug war bei einem Radstand von 232 cm 382 cm lang, 166 cm breit, 139 cm hoch und wog 750 kg. Zwei Motoren mit 997 cm³ Hubraum und 1020 cm³ Hubraum und 43 kW Leistung standen zur Wahl.